# Lysmata seticaudata
Espèce
La Crevette cavernicole rouge (Lysmata seticaudata), appelée Monaco shrimp en anglais, est une crevette d'eau de mer de la famille des Hippolytidae.

## Description
Elle peut atteindre 7 centimètres de long.